# 8280 Petergruber
8280 Petergruber eller 1991 PG16 är en asteroid i huvudbältet som upptäcktes den 7 augusti 1991 av den amerikanske astronomen Henry E. Holt vid Palomarobservatoriet. Den är uppkallad efter Peter Gruber.
Asteroiden har en diameter på ungefär 9 kilometer.